# 부에나비스타궁 (마드리드)

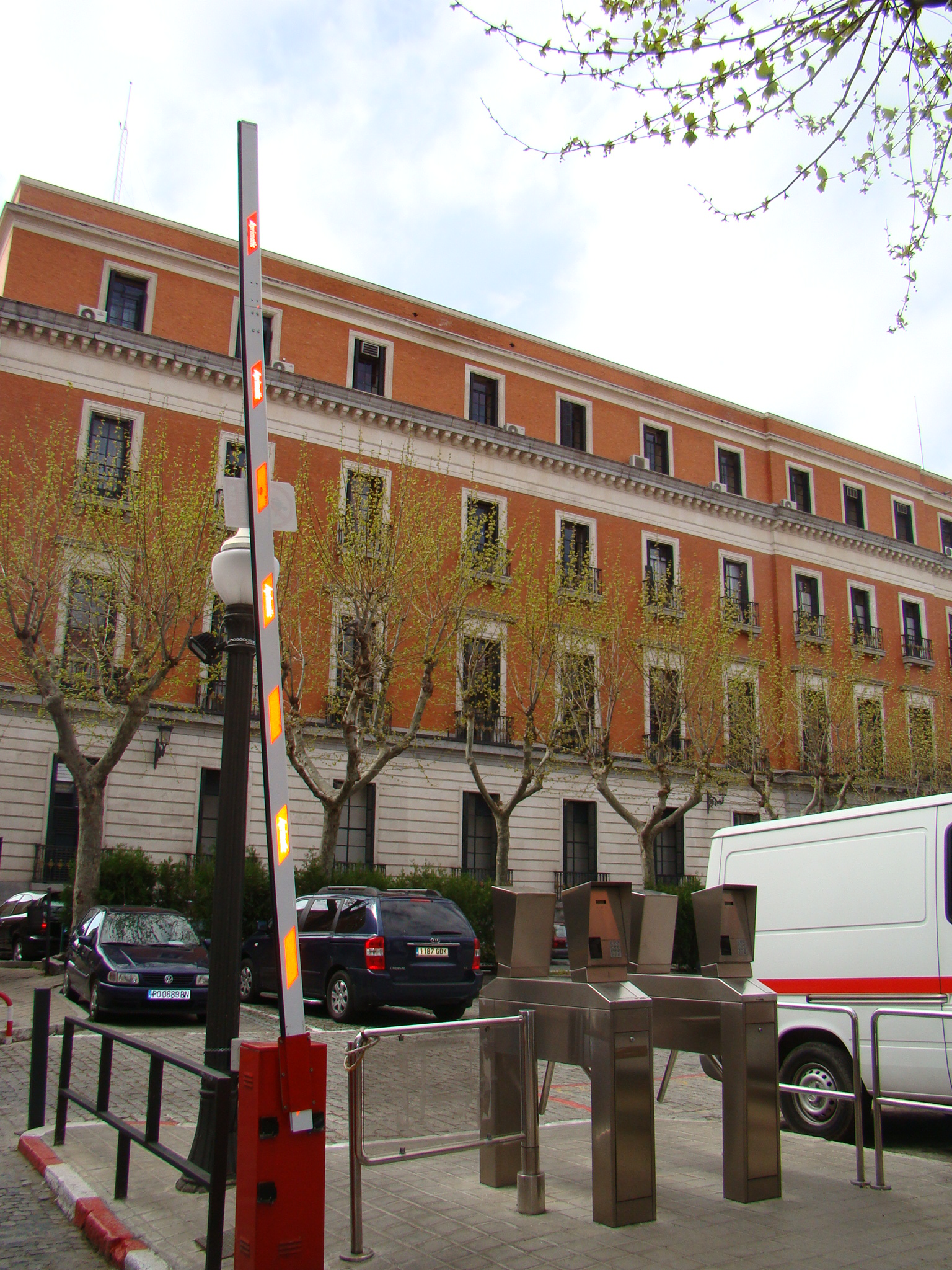
부에나비스타 궁전

부에나비스타 궁전(스페인어: Palacio de Buenavista)은 스페인 마드리드에 있는 궁전이다.